# Sơn Lộc, Bố Trạch
Sơn Lộc là một xã cũ thuộc huyện Bố Trạch, tỉnh Quảng Bình, Việt Nam.

## Lịch sử
Ngày 16 tháng 6 năm 2025, Ủy ban Thường vụ Quốc hội ban hành Nghị quyết số 1680/NQ-UBTVQH15 về việc sắp xếp các đơn vị hành chính cấp xã của tỉnh Quảng Trị năm 2025. Theo đó, sắp xếp toàn bộ diện tích tự nhiên, quy mô dân số của xã Hải Phú (huyện Bố Trạch), xã Sơn Lộc, xã Đức Trạch, xã Đồng Trạch thành xã mới có tên gọi là xã Đông Trạch.

## Địa lý
Xã Sơn Lộc nằm ở phía huyện Bố Trạch, có vị trí địa lý:
- Phía đông và đông bắc giáp xã Hải Phú
- Phía tây giáp xã Cự Nẫm
- Phía nam giáp xã Vạn Trạch
- Phía bắc giáp các xã Hạ Trạch, Bắc Trạch và Thanh Trạch.

Xã Sơn Lộc có diện tích 11,73 km², dân số năm 2019 là 2.462 người, mật độ dân số đạt 210 người/km².

## Hành chính
Xã Sơn Lộc được chia thành 5 thôn: Đồng Sơn, Phú Sơn, Sơn Lý, Tân Lộc, Thanh Lộc.